# Миякэ, Такако
Такако Миякэ (яп. 三宅 貴子; род. 22 июля 1974) — японская легкоатлетка, специалистка по метанию копья. Выступала за сборную Японии по лёгкой атлетике в 1992—2003 годах, обладательница серебряной медали Восточноазиатских игр в Осаке, шестикратная чемпионка страны, бывшая рекордсменка Японии в метании копья, участница чемпионатов мира 2001 года в Эдмонтоне и 2003 года в Париже.

## Биография
Такако Миякэ родилась 22 июля 1974 года.
Впервые заявила о себе в лёгкой атлетике на международной арене в сезоне 1992 года, когда вошла в состав японской национальной сборной и выступила на юниорском мировом первенстве в Сеуле, где в зачёте метания копья показала результат 44,22	метра и в финал не вышла.
Будучи студенткой, в 1995 году представляла Японию на домашней Универсиаде в Фукуоке — метнула копьё на 55,86 метра, расположившись в итоговом протоколе соревнований на восьмой строке.
В 1996 и 1997 годах дважды подряд становилась чемпионкой Японии в метании копья.
В 2000 году добавила в послужной список ещё одно золото национального чемпионата.
В 2001 году вновь превзошла всех соперниц на чемпионате Японии, на соревнованиях в Мито установила национальный рекорд — 61,15 метра. Выступила на домашних Восточноазиатских играх в Осаке, откуда привезла награду серебряного достоинства, выигранную в метании копья — с результатом 56,61 метра уступила здесь только спортсменке из Китая. Благодаря череде удачных выступлений удостоилась права защищать честь страны на чемпионате мира в Эдмонтоне — показала результат 56,05 метра, чего оказалось недостаточно для преодоления предварительного квалификационного этапа.
В 2002 году защитила звание чемпионки Японии, с результатом 53,72 метра была седьмой на Азиатских играх в Пусане.
В 2003 году в шестой раз стала чемпионкой Японии в метании копья, отметилась выступлением на чемпионате мира в Париже (52,26), стала четвёртой на чемпионате Азии в Маниле (49,75). По окончании сезона приняла решение завершить спортивную карьеру.